# Ion-Ilarion Isăilă
Ion-Ilarion Isăilă (* 1953 in Sibiu) ist ein rumänischer Maler, der in Deutschland und Frankreich lebt.

## Leben
Seit 1961 nahm er Zeichen- und Mal-Unterricht an der städtischen Schule für Musik und Bildende Künste. Später besuchte er das Gymnasium mit Schwerpunkt Musik und Bildende Künste in Hermannstadt. 1972 legte er das Abitur ab. Danach leistete er den zweijährigen Militärdienst in der rumänischen Volksarmee. 1974 bis 1975 absolvierte er ein Praktikum als Kirchenmaler (Al-fresco-Wandmalerei). Anschließend begann Isăilă das Studium an der Nationalen Universität der Künste in Bukarest in der Klasse für Wandmalerei und Restaurierung von Ion Stendl. 
Seit 1975 nahm er an Ausstellungen des Künstlerverbandes und an internationalen Ausstellungen teil. 1978 unternahm er eine Studienreise nach Moskau und Mittelasien und hatte seine erste Begegnung mit der islamischen Kunst. 1979 legte er sein Diplom für Wandmalerei und Restaurierung ab. Nach dem Studium arbeitete er als Restaurator und Fachkraft für Museen und Ausstellungen. 1983 erhielt er ein Post-Graduierten-Stipendium des DAAD für die Kunstakademie Düsseldorf. 1984 bis 1990 studierte er an der Kunstakademie Düsseldorf, erst bei Rolf Sackenheim, dann bei A. R. Penck und David Rabinowitch. 1985 wurde er Meisterschüler und gewann den Preis der Samuel-Hoffmann-Stiftung. Er hatte Begegnungen mit Gerhard Hoehme, Dieter Krieg, Gerhard Richter sowie Günther Uecker, die damals an der Kunstakademie lehrten.
Seit 1985 gab es von ihm mehrere Einzel- und Gruppenausstellungen in privaten und öffentlichen Galerien. Mit Zeichnungen und Malerei ist er in Museen von Aachen, Bukarest, Düsseldorf, Chemnitz, Herne und Nürnberg vertreten. Seine Ausstellungsprojekte sind Facetten, Orient Express, Carmelites Chains, Toussaint, Zeittunnel u. a. 
Derzeit lebt und arbeitet er als Künstler in Düsseldorf und Bélesta (Südfrankreich).

## Einzelausstellungen (Auswahl)
- 1985 Düsseldorf, Galerie Walther
- 1985 Düsseldorf, Galerie Gaby Kraushaar
- 1986 Aachen, Galerie Monochrom
- 1986 Essen-Kettwig, Galerie Schütte
- 1987 Rees, Kunstarchiv Peter Kerschgens
- 1988 Kaarst, Städtische Galerie Kaarst
- 1988 Düsseldorf, Galerie Walther
- 1990 Erkelenz, Städtische Galerie Haus Spiess
- 1991–92 Essen-Kettwig, Galerie Schütte
- 1998 Paris, Cité Internationale des Arts
- 2002 Düsseldorf, Kunstraum im Salzmannbau
- 2004 Düsseldorf, Schloss Benrath

## Werke (Auswahl)
- Rotation, zweifarbige Radierung (Abb.)
- L´ombre des jeunes filles, Öl auf Leinwand, 1987